# 鈴木庸一 (外交官)
鈴木 庸一（すずき よういち、1950年9月25日 - ）は、日本の外交官。外務省経済局長や、駐フランス特命全権大使、日本・EU経済連携協定交渉首席交渉官を経て、外務省参与。レジオンドヌール勲章コマンドゥール受章。

## 人物
兵庫県生まれ。1975年に一橋大学法学部を卒業し、外務省入省。ブザンソンでフランス語研修を受けたのち、1979年フランス国立行政学院卒業。外務省では経済畑を歩む。
経済交渉に長け、1994年には、日本人で初めてITTO（国際熱帯木材機関）の議長に選任された。1996年には 日本とマレーシア間の経済連携協定交渉で日本側の共同議長を務めた。在ジュネーヴ国際機関日本政府代表部在勤時には、世界貿易機関(WTO)の一般理事会で同機構の農業委員会議長に選出され、農業分野における国際的な貿易自由化交渉の取りまとめにあたった。
2008年に外務省経済局長に就任。2013年8月8日からフランス共和国駐箚特命全権大使。アングレーム国際漫画祭で従軍慰安婦に関する展示が行われたことに関し好ましくないとの説明を行う記者会見を開くなど対応を行った。2015年にはシャルリー・エブド襲撃事件に関する大行進に日本政府を代表して出席した。パリ同時多発テロ事件では現地対策本部長を務めた。
2017年、政府代表・日本・EU経済連携協定交渉首席交渉官に就任し、同年末に交渉妥結に至った日欧EPAの交渉にあたった。2018年外務省参与。同年2025年万国博覧会の大阪招致構想で万博誘致特使に任命された。

## 略歴
- 1950年 兵庫県生まれ
- 1975年3月 一橋大学法学部卒業
- 1975年4月 外務省入省
- 1976年 フランス語研修
- 1978年 パリ大学東洋語学文化学院講師
- 1979年 フランス国立行政学院卒業、在フランス日本大使館三等書記官
  - 経済局国際機関第一課首席事務官など
- 1988年 在マレーシア日本大使館一等書記官（国際天然ゴム機関INRO理事会議長）
- 1992年 経済局開発途上地域課長（1993年 国際熱帯木材機関ITTO理事会議長）
- 1994年 経済局国際経済第一課長
- 1995年 経済局国際機関第一課長
- 1997年 ジュネーヴ国際機関代表部参事官、公使（2000年 世界貿易機関(WTO)農業委員会通常会合議長）
- 2002年 大臣官房外務参事官兼経済局
- 2003年 大臣官房審議官（経済局担当）
- 2005年 在ボストン日本国総領事館総領事
- 2006年 経済協力開発機構（OECD）貿易委員会議長
- 2007年 世界貿易機関紛争処理小委員会委員
- 2008年 外務省経済局長
- 2010年 シンガポール国駐箚特命全権大使
- 2013年 フランス共和国駐箚特命全権大使、兼アンドラ兼モナコ特命全権大使
- 2016年 レジオンドヌール勲章コマンドゥール受章[1]、特命全権大使（関西担当）、兼在関西の諸機関及び団体と外国政府機関との協力増進に関し，在関西の外国政府機関等と協議するための日本政府代表[10][11]
- 2017年 兼 特命全権大使（国際貿易・経済担当）、自由貿易・経済連携協定交渉担当政府代表、日EU経済連携協定（EPA）交渉首席交渉官[12]
- 2018年 外務省参与[8]、2025年国際博覧会誘致特使、帝人取締役[13]、アムンディ・ジャパンアドバイザーボードメンバー[14]
- 2019年 日本国際問題研究所客員研究員[15]
- 2021年 鹿島建設取締役[16]
- 2025年 瑞宝重光章受章[17]。

## 同期入省
- 河相周夫（12年外務事務次官・10年内閣官房副長官補）
- 別所浩郎（12年駐韓大使・10年外務審議官）
- 奥田紀宏（13年駐カナダ大使・10年駐エジプト大使・08年国連次席大使）
- 谷崎泰明（13年外務省研修所長・10年駐ベトナム大使）
- 持田繁（10年国連事務総長副特別代表）
- 三輪昭（14年関西担当大使・10年駐ブラジル大使・08年駐ポルトガル大使）
- 門司健次郎（13年ユネスコ代表部大使・10年駐カタール大使）
- 渥美千尋（11年駐アイルランド大使・08年駐パキスタン大使）
- 山口寿男（07年駐ノルウェー大使・06年駐イラク大使）
- 岸野博之（13年駐ラオス大使・10年駐エチオピア大使）
- 水城幾雄（10年駐パナマ大使）
- 江川明夫（13年駐スロバキア大使・10年駐ザンビア大使）
- 竹内春久（13年駐シンガポール大使・11年駐沖縄担当大使・08年駐イスラエル大使）
- 西林万寿夫（13年駐ギリシャ大使・10年兼北極担当大使・12年文化交流担当大使・09年駐キューバ大使）
- 篠塚保（12年国際テロ対策・組織犯罪対策協力担当兼サイバー政策担当大使・09年駐バングラデシュ大使）
- 蒲原正義（13年駐カザフスタン大使・12年査察担当大使・9年駐グルジア大使）
- 森元誠二（13年駐スウェーデン大使・08年駐オマーン大使）
- 小林祐武（98年外務省経済局総務参事官室課長補佐）
- 椿秀洋（12年駐ボリビア大使）
- 庄司隆一（11年駐ナイジェリア大使）
- 清水武則（11年駐モンゴル大使）
- 隈丸優次（13年駐カンボジア大使）
- 藤田順三（13年駐ウガンダ大使）
- 丸尾眞（12年科学技術協力担当大使・10年駐キルギス大使）
- 名井良三（13年駐アンゴラ大使）
- 福田米蔵（11年駐ジンバブエ大使）
- 大部一秋（13年駐ウルグアイ大使）

## 論文
- 「ポスト新自由主義時代の世界経済を構想する（特集 オバマ登場の意味するもの アメリカは変わるのか）」（外交フォーラム. 22(3)（通号248）、2009年3月）
- 「互いに「いいやつ」と思える関係を（アメリカにおける日本）」（外交フォーラム. 20(9)（通号230）、2007年9月）
- 「反自由貿易主義化する米国中産階層--所得格差と貿易交渉」（外交フォーラム. 20（5) （通号226）、2007年5月）
- 「連載「WTOからみる国際社会との付き合い方」結びに変えて WTOの正当性」（外交フォーラム. 19(6)（通号215）、2006年6月）
- 「WTOからみる国際社会との付き合い方（最終回）国際公共財」（外交フォーラム. 19(5)号214）、2006年5月）
- 「WTOからみる国際社会との付き合い方(21)WTO農業交渉の本質」（外交フォーラム. 19(4)（通 213）、2006年4月）
- 「WTOからみる国際社会との付き合い方（第20回）WTOとFTAの今日的課題--不特定多数と逃げられない隣人」（外交フォーラム. 19(3)（通号 212）、2006年3）
- 「WTOからみる国際社会との付き合い方（第19回）WTOとFTAの今日的関係（続）--フラットな世界の貿易」（外交フォーラム. 19(2)（通号 211）、2006年2月）
- 「WTOからみる国際社会との付き合い方（第18回）WTOとFTAの今日的課題--「ブロック化」と「フラット化」」（外交フォーラム. 19(1)（通号 210）、2006年1月）
- 「WTOからみる国際社会との付き合い方(17)途上国の嫌うルール--TRIPS協定とサービス協定と」（外交フォーラム. 18(12)（通号 209）、2005年12月）
- 「WTOからみる国際社会との付き合い方（第16回）想定外の弊害--TRIPS協定とエイズ」（外交フォーラム. 18(11)（通号 208）、2005年11月）
- 「WTOからみる国際社会との付き合い方(15)健康と自由貿易」（外交フォーラム. 18(10)通号 207）、2005年10月）
- 「WTOからみる国際社会との付き合い方（第14回）世界の中で違ったゲームをしてきた日本」（外交フォーラム. 18(9)（通号 206）、2005年9月）
- 「WTOからみる国際社会との付き合い方（第13回）犬の喧嘩」（外交フォーラム. 18(8) （通号 205）、2005年8月）
- 「WTOからみる国際社会との付き合い方（第12回）ナショナル・チャンピオンでなくなった自動車」外交フォーラム. 18(7)（通号 204）、2005年7月）
- 「WTOからみる国際社会との付き合い方(11)「エビ・カメ」事件とWTOの変化」（外交フォーラム. 18(6)（通号 203）、2005年6月）
- 「座談会 変革期の国際通商法と日本--WTO、FTA、EPAを中心に（特集=変革期の国際通商法と日本）」（小川恒弘、山下一仁他との共著）（法律時報. 77(6)（通号 957）、2005年6月）
- 「WTOからみる国際社会との付き合い方(10)商業的効率性とそれ以外の価値とのせめぎ合いの中で」（外交フォーラム. 18(5)（通号 202）、2005年5月）
- 「WTOからみる国際社会との付き合い方(9)WTOと見えない貿易」（外交フォーラム. 18(3)（通号 200）、2005年3月）